# Вангел Гагачев (юрист)
 Тази статия е за юриста.  За икономиста вижте Вангел Гагачев (икономист).  
Вангел Димев Гагачев (на македонска литературна норма: Вангел Гагачев) е юрист от Северна Македония, съдия от Върховния съд. През 2012 година е лустриран като сътрудник на югославските тайни служби.

## Биография
Вангел Гагачев е роден на 15 февруари 1938 година в леринското село Буф, днес Акритас, Гърция. Първи братовчед е на икономиста Вангел Гагачев (1941 – 2022). След Гръцката гражданска война (1946 – 1949) се установява да живее в Битоля, Социалистическа република Македония. През 1957 година като ученик в гимназия в Битоля се присъединява към ученическа група на ВМРО, разкрит е и е ангажиран като сътрудник на УДБ-а с псевдоним Гоце, а през 1962 година като студент по право следи състудентите си за националистически прояви. След завършването си става член на Съюза на комунистите на Македония, назначен за съдия в Тетово, а след това в окръжния съд на Ресен.
През април 1995 година е избран за член на Върховния съд на Република Македония, на която позиция остава до 2003 година.